# Akka (Marokko)

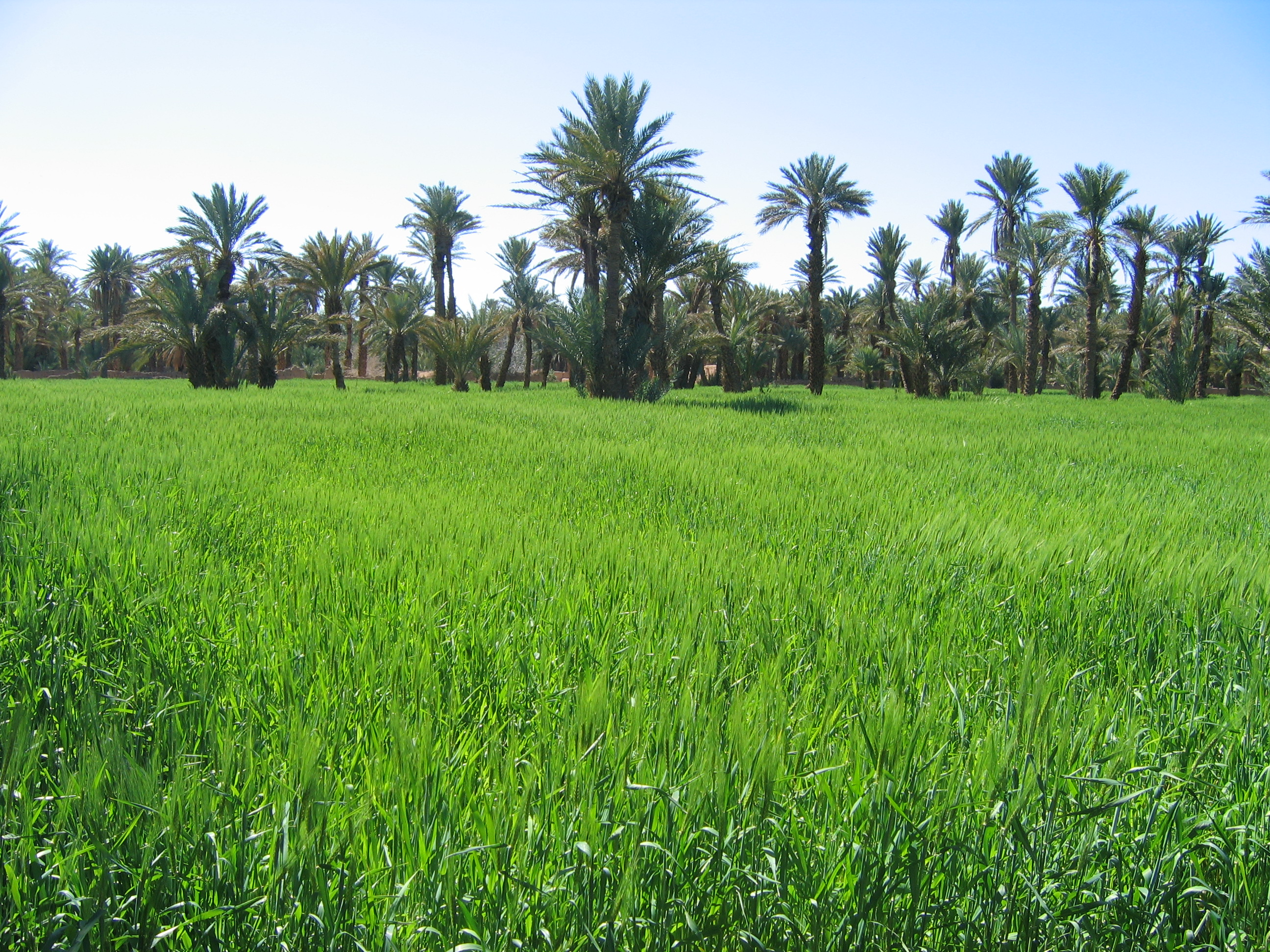
Oasenlandschaft bei Akka im Februar

Akka (arabisch اقا, Taschelhit ⴰⴽⴽⴰ) ist eine Oasenstadt mit knapp 7000 Einwohnern in der Provinz Tata in der Region Souss-Massa im Süden Marokkos.

## Lage und Klima
Die nur etwa 520 m hoch gelegene Kleinstadt Akka liegt in einer Senke am Rand der etwa 1000 m hohen Berggipfel der südlichen Ausläufer des Anti-Atlas-Gebirges etwa 146 km (Fahrtstrecke) östlich von Taghjijt an der N12. Bis nach Tata sind es gut 60 km in nordöstlicher Richtung. Das Klima ist wüstenartig; Regen (im Durchschnitt ca. 180 mm/Jahr) fällt – wenn überhaupt – nur in den Wintermonaten.

## Bevölkerungsentwicklung
| Jahr      | 1994 | 2004 | 2014 | 2024 |
| Einwohner | 6519 | 7102 | 6870 | 5575 |

Die Bevölkerung Akkas besteht nahezu ausschließlich aus Angehörigen verschiedener Berberstämme der Umgebung. Die meisten sind – wegen ausbleibender Regenfälle in ihren Heimatdörfern, aber auch aus soziokulturellen Gründen (Hoffnung auf Arbeit, Verbesserung der materiellen Lebensbedingungen und der Gesundheitsvorsorge, bessere Möglichkeiten zur schulischen Ausbildung der Kinder etc.) – seit den 1970er Jahren zugewandert.

## Wirtschaft
In früheren Jahrhunderten stand die Selbstversorgung im Zentrum des Wirtschaftens. Erst nach Fertigstellung einer Piste von Guelmim über Akka nach Tata und weiter nach Ouarzazate während der französischen Kolonialzeit konnten die in der Dattelpalmenoase erzeugten Lebensmittel auch auf regionalen oder überregionalen Märkten abgesetzt werden. Gleichzeitig kamen neue Gemüsepflanzen (Kartoffeln, Tomaten etc.) in die Gegend und bereicherten den Speiseplan. Auch heute noch beherrscht die Oasenwirtschaft das Leben der meisten Bewohner; produziert werden in erster Linie Datteln, Oliven, Weintrauben, Granatäpfel und Feigen, aber auch Getreide- (Gerste, Weizen, Mais) und Gemüseanbau (Ackerbohnen, Möhren, Tomaten etc.) ist möglich. Über den Bereich der Landwirtschaft hinaus haben sich viele Kleinunternehmen im Handwerks-, Geschäfts- und Dienstleistungssektor entwickelt.

## Geschichte
Wie bei allen Berberdörfern fehlt zur Geschichte von Akka jedwede schriftliche Überlieferung. Man kann jedoch davon ausgehen, dass die Palmenoase bereits von frühen Jägern und Sammlern entdeckt und einige Jahrhunderte später von Nomaden dauerhaft besiedelt wurde. Das Vieh (Schafe, Ziegen, Hühner) konnte jedoch nicht mehr frei herumlaufen, sondern musste in Pferchen oder Ställen gehalten werden, wodurch sich der Bestand erheblich verkleinerte. In der Phase der Sesshaftwerdung waren wiederkehrende und oft genug tödlich endende Konflikte zwischen den Oasenbewohnern und umherziehenden Viehnomaden nicht selten. Im Mittelalter war die Oase von Akka wahrscheinlich – zumindest zeitweise – ein wichtiger Karawanenort.

## Sehenswürdigkeiten
- Einige der neuen Häuser im Zentrum von Akka haben – ähnlich wie im Nachbarort Tata – vor der Sonne schützende Arkadenvorbauten im Erdgeschoss.

Umgebung
Umgebung

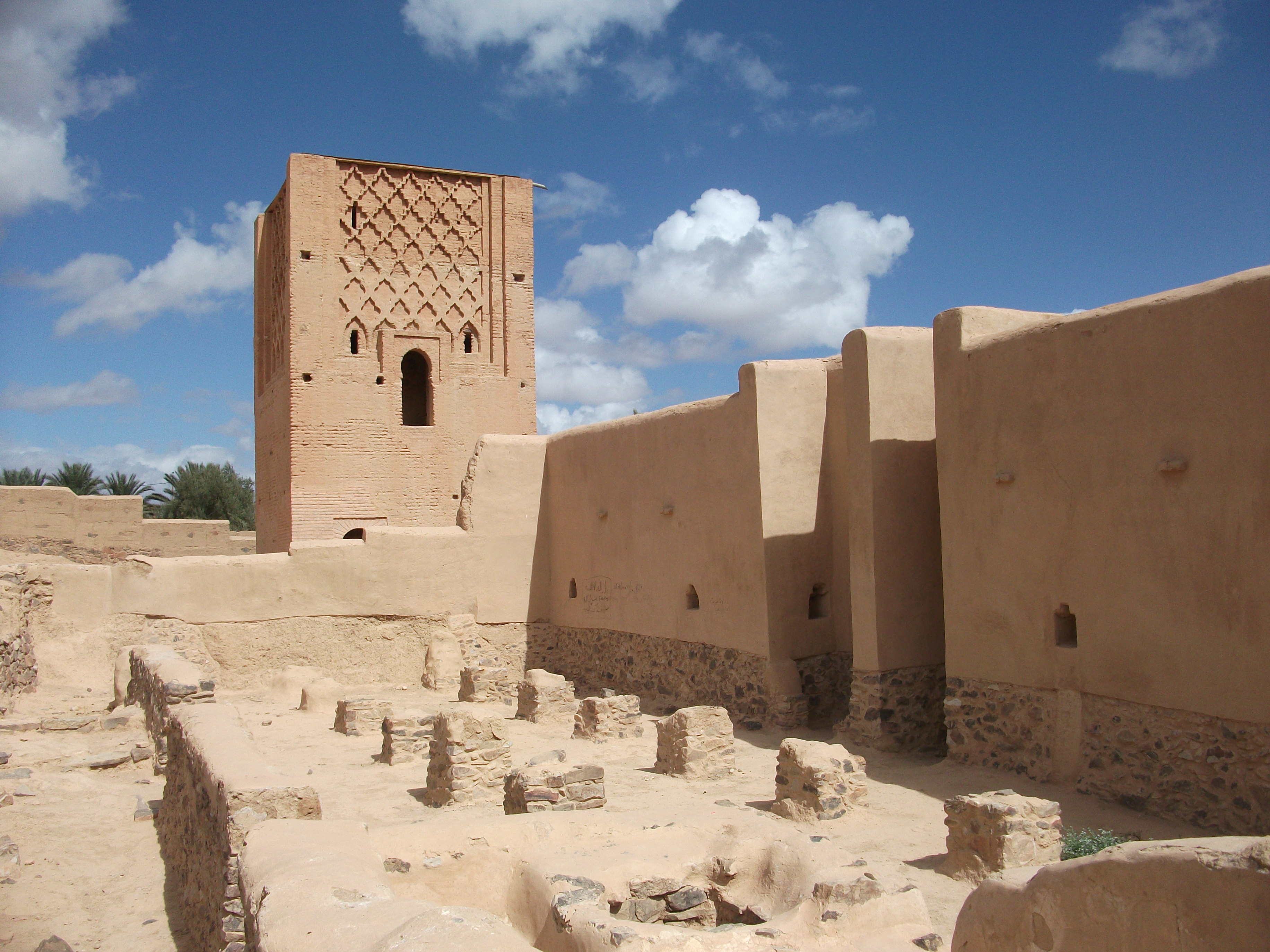
Agadir Amghar – Moscheeruine und Minarett

- Nördlich von Akka befindet sich eine ausgedehnte Palmenoase zwischen zwei nur im Winter und im zeitigen Frühjahr Wasser führenden Bächen.
- Im etwa 3 km nordöstlich gelegenen Vorort Azro befinden sich die Ruinen einer Festungsanlage (kasbah) aus dem 19. Jahrhundert und eines Kollektivspeichers (Agadir) zur sicheren Aufbewahrung von Nahrungsvorräten, Ackergerätschaften und sonstigen Wertgegenständen.
- In der etwa 8 km nördlich von Akka gelegenen Oasensiedlung Agadir Amghar (29° 26′ 20″ N, 8° 14′ 45″ W) steht auf einem kleinen Hügel der noch etwa 10 m hohe Stumpf eines in Lehmziegelbauweise errichteten Minaretts, das wegen seines auffälligen Rautendekors von vielen noch ins 12. oder 13. Jahrhundert, also in die Epoche der Almohaden, datiert wird. Die benachbarte, im Gegensatz zum Minarett aus Stampflehm erbaute Moschee ist nahezu verschwunden.
- In der Nähe des Weges zwischen Aït Rahal und der nordwestlich gelegenen Felsschlucht von Targannt finden sich einige Felszeichnungen, an denen man ohne ortskundigen Führer jedoch vorbeiläuft.
- Gleiches gilt für die Petroglyphen beim etwa 7 km östlich von Akka gelegenen Ort Oum el Alek.

## Persönlichkeiten
- Aminatou Haidar (* 1966), Menschenrechtsaktivistin